# Bruce McArthur
Bruce McArthur (nascido Thomas Donald Bruce McArthur; 8 de outubro de 1951, Ontário, Canadá) é um ex-jardineiro, estuprador e assassino em série condenado à prisão perpétua pela morte de oito homens entre 2010 e 2017 em Toronto, no Canadá.
A investigação dos crimes de McArthur tornou-se uma das maiores já realizadas pelo Serviço de Polícia de Toronto (TPS) e também contou com os recursos da Polícia Provincial de Ontário (OPP), Polícia Montada Real Canadense (RCMP) e outros serviços policiais e forenses.

## Biografia
Bruce foi criado em uma fazenda em Argyle, perto de Woodville na região de Kawartha Lakes. Além de criar Breuce e sua irmã, os McArthur ofereciam lares temporários para crianças de Toronto que haviam sido afastadas de suas famílias, muitas vezes tendo sob seus cuidados até dez menores, tendo, com isto, uma boa reputação na cidade onde moravam.
Bruce estudou fez o Ensino Primário numa escola dos arredores de Woodville e um colega lembrou-se dele tentando agradas os professores ao informar sobre as travessuras de colegas e cursou o ensino médio na Fenelon Falls Secondary School, para isto pegando o ônibus escolar. Nesta escola conheceu e começou a namorar Janice Campbell e ambos se formaram em 1970.
A mãe de McArthur era católica irlandesa e seu pai um presbiteriano escocês, o que causava discussões em que McArthur apoiava sua mãe e levou seu pai a debochar de Bruce, fazendo-o acreditar que havia descoberto sua homossexualidade. McArthur teve problemas para aceitar sua orientação sexual, já que ser homossexual poderia ter sido visto como "anormal na zona rural" de Ontário nos anos 1950-1970.
McArthur mais tarde estudou Negócios e se casou com Campbell quando tinha 23 anos.
Trabalhou nas lojas de departamentos da Eaton como assistente de compras por volta de 1973, em um prédio no centro de Toronto, a poucos quarteirões de onde uma vila gay estava se formando na Yonge Street - racionamentos homossexuais haviam sido descriminalizados  no Canadá em 1969. McArthur deixou a Eaton em 1978 e começou a trabalhar como caixeiro-viajante da McGregor Socks, transportando mercadorias entre as lojas. Mais tarde, trabalhou como representante de merchandising para a Stanfield's, uma empresa de vestuário.
Em meados da década de 1970, o pai de McArthur foi diagnosticado com um tumor cerebral e foi enviado para uma casa de repouso. McArthur ficou desapontado quando sua mãe se interessou por outro homem e ficou muito mais próximo de seu pai desde netão.  Sua mãe morreu de câncer em 1978 e seu pai morreu em 1981.
Em 1979, McArthur e sua esposa se mudaram para uma casa na Ormond Drive em Oshawa e em 1981 eles tiveram uma filha, Melanie, e depois um filho, Todd. Em 1986, os McArthurs compraram uma casa na Cartref Avenue, em Oshawa e Bruce se tornou muito ativo na igreja local.
McArthur começou a ter relações sexuais com homens no início dos anos 1990 e um ano depois revelou sua orientação sexual para sua esposa. Eles continuaram morando juntos e em 1993,McArthur deixou o emprego como caixeiro-viajante e o casal enfrentou dificuldades financeiras, em parte devido a questões legais relacionadas ao filho então adolescente, Todd, que havia feito centenas de telefonemas obscenos para mulheres desconhecidas. Todd não aceitava a homossexualidade do pai.
O casal hipotecou sua casa em 1997 e se separou, declarando falência em 1999. Quando eles se separaram e seu divórcio estava sendo finalizado, McArthur consultou um psiquiatra, que lhe prescreveu Prozac.
Depois da separação, ele se mudou para Toronto, já que não havia comunidade gay em Oshawa naquela época. Ele passou a frequentar os bares locais de Church e Wellesley e se mudou para um apartamento na Don Mills Road, onde manteve um relacionamento com outro homem durante quatro anos.
McArthur tornou-se um paisagista usando o nome Artistic Designs. Era conhecido por operar uma pequena van, geralmente acompanhado por um homem caucasiano mais velho e um descendente do Sudeste Asiático ou do Oriente Médio. A maioria dos clientes de McArthur eram mulheres idosas ricas e ele construiu uma cartela de clientes com base nas indicações de clientes satisfeitos com seus serviços. Durante o inverno, McArthur trabalhava com Papai Noel no Agincourt Mall, além de trabalhar com florista.
Em 2002, McArthur registrou-se no Recon, um site de encontros de fetiche gay para homens que gostavam de BDSM, onde seu perfil divulgava o interesse em homens submissos. Ele era ativo em vários sites de namoro gay, incluindo Silverdaddies, Manjam, Grindr, Bear411, BearForest, Scruff, DaddyHunt, Squirt e Growlr. McArthur criou um perfil no Facebook em 2011, onde divulgava sua vida com fotos de festas, férias, jantares de aniversário e shows. Homens mais jovens de ascendência do sul da Ásia ou do Oriente Médio estavam em várias fotos. A essa altura, McArthur já havia se tornado parte da comunidade gay. Desde 2007 ou 2008, ele morava em um apartamento no 19º andar em Leaside, um bairro habitado principalmente por imigrantes que ficava 5 quilômetros (3 milhas) a nordeste de Church e Wellesley.
Em 2014 Todd foi condenado a quatorze meses de prisão e foi libertado sob fiança desde que morasse com o pai e trabalhasse no negócio de paisagismo. Um então amigo de Todd o visitou no apartamento na Don Mills Road e notou que a parede do banheiro estava decorada com fotos de homens nus com ereções. Ele disse posteriormente que a maioria dos homens parecia ser "da Índia Oriental" e que Todd disse que eram homens que seu pai conhecia.

## Os crimes

### O ataque no Halloween
Pouco depois do meio-dia de 31 de outubro de 2001, no Dia de  algumas semanas após seu aniversário de 50 anos, McArthur foi convidado pelo ator e modelo Mark Henderson para entrar no apartamento para ver sua fantasia de Halloween. Uma vez na residência, McArthur atingiu Henderson várias vezes por trás com um cano de ferro que ele frequentemente carregava. Henderson  perdeu a consciência, mas ligou para a emergência quando acordou, sendo levado para o St. Michael's Hospital. Ele precisou de vários pontos na parte de trás da cabeça e nos dedos, devido a sua tentativa de defesa, além de seis semanas de fisioterapia.
McArthur se entregou após o ataque, mas disse que não se lembrava do incidente. Ele se declarou culpado das acusações de agressão e lesão corporal e em 11 de abril de 2003 recebeu uma sentença condicional de 729 dias. O Procurador da Coroa concordou com a condicional depois que relatórios psiquiátricos sugeriram que McArthur tinha baixo risco de reincidir, acreditando-se que uma combinação de medicamentos poderia ser responsável por seu ato de violência.
McArthur evitou a detenção, passando o primeiro ano de sua sentença em prisão domiciliar. Duranteo cumprimento da sentença ele foi proibido de frequentar Church e Wellesley, exceto para trabalho e para consultas médicas, e obrigado a ficar a pelo menos 10 metros da casa e local de trabalho de Henderson, além de não poder passar tempo com "prostitutos masculinos". McArthur também foi proibido de portar armas fogo por dez anos e possuir ou consumir drogas sem receita médica, além de ser obrigado a enviar amostras de seu DNA para um banco de dados e realizar aconselhamento psicológico e psiquiátrico, incluindo exercícios para o controle da raiva.
Em 2002, enquanto o caso de agressão ainda estava nos tribunais, McArthur registrou-se no Recon, um site de encontros de fetiche gay para homens que gostavam de BDSM. O banimento de McArthur de Church e Wellesley era bem conhecido, mas ele desenvolveu uma reputação de BDSM e sexo violento. Em 2011, ele contou a um conhecido chamado Robert James sobre um incidente no qual ele foi convidado a sair de uma cafeteria, o que fez com que derrubasse, devido á raiva,  todos os copos do balcão. James decidiu seguir o conselho de ficar longe de McArthur, explicando que tinha ouvido histórias perturbadoras sobre ele. De acordo com James, McArthur ficou vermelho e gritou sobre "f---ing f---ots contando histórias sobre mim!" e "você é como o resto deles, você acha que eu sou louco". A. J. Khan, dono de um restaurante em Toronto, lembrava-se de McArthur como frequentador regular. No final de 2013, Khan perguntou sobre o companheiro de McArthur quando ele entrou sozinho no local e McArthur disse que seu namorado estava de férias. No entanto quando Khan comentou que havia visto o homem no dia anterior, McArthur saiu com raiva e nunca mais voltou.
Em 2014, McArthur ganhou o direito a ter a condenação apagada de seus registros, o que posteriormente atrapalhou a investigação de seus antecedentes criminais, sendo mantidos apenas documentos da confissão de culpa e da audiência de sentença, o relatório psiquiátrico, o relatório de pré-sentença e fotos dos ferimentos da vítima e da arma usada contra Henderson.

### Projeto Houston
Em novembro de 2012 o TPS lançou uma força-tarefa, apelidada de "Projeto Houston", para investigar o desaparecimento, em 6 de setembro de 2010, de Skandaraj "Skanda" Navaratnam, acreditando que ele havia sido assassinado, mas não descobriu nada. Em 2018 o portal W5 revelou que um  homem postou no site canibal Zambian Meat em 2012 que havia matado e comido um homem em Toronto, o que levou à formação do Projeto Houston. A polícia investigou uma possível ligação entre o assassinato de Navaratnam e o assassino condenado Luka Magnotta, sem encontrar provas.
Em junho de 2013, o Projeto Houston havia identificado dois outros casos de pessoas desaparecidas ligados por geografia e estilo de vida: Abdulbasir "Basir" Faizi e Majeed "Hamid" Kayhan. Como Navaratnam, ambos eram imigrantes de meia-idade de origem sul-asiática que haviam desaparecido de Church e Wellesley entre 2010 e 2012. Uma denúncia anônima ligando McArthur a Navaratnam e Kayhan levou a polícia a interrogar Bruce em 11 de novembro de 2013. A polícia soube pela denúncia que Bruce havia tido um relacionamento romântico com Navaratnam e havia visitado Kayhan. McArthur disse à polícia que conhecia os dois homens e interagia regularmente com Navaratnam em um bar gay, mas negou o relacionamento. McArthur também admitiu ter contratado Kayhan, com quem tinha tido um relacionamento. O Projeto Houston concluiu, sem nenhuma evidência para vincular os desaparecimentos, que um crime havia sido cometido, mas num relatório do caso em 2016 as autoridades disseram que não se sabiam que havia acontecido com os dois homens.

### Projeto Prisma
Em 26 de junho de 2017, um dia depois de participar do Pride Toronto, Andrew Kinsman desapareceu de Cabbagetown. Ele havia sido visto pela última vez na área de sua residência na Winchester Street. Na noite de 28 de junho, sabendo que ninguém via Kinsman há alguns dias, Ted Healey e outros amigos conseguiram entrar em seu apartamento e não o encontraram, reportando seu desaparecimento à polícia no dia seguinte. Kinsman, que era abertamente gay e era bem conhecido na comunidade, era considerado um homem estável e responsável, que não iria embora de repente, de acordo com seus amigos. Kinsman havia estado ativo nas mídias sociais. mas os investigadores descobriram que seu telefone celular estava desligado no dia em que ele desapareceu.
No final de julho de 2017, o TPS criou uma nova força-tarefa, o Projeto Prisma, para investigar os desaparecimentos de Kinsman e outro homem, Selim Esen, e procurar quaisquer ligações com os desaparecimentos não resolvidos investigados no Projeto Houston. Greg Downer, um amigo e colega de Kinsman que criou grupos no Facebook dedicados a encontrá-lo e a outros homens desaparecidos, organizou uma reunião de segurança comunitária em 1º de agosto na qual a polícia deu uma visão geral da força-tarefa e agradeceu à comunidade pela "abundância de informações" que haviam recebido. A comunidade LGBT também realizou reuniões para falar sobre a segurança nas redes sociais, já que havia o temor de quem um serial killer estava por trás dos deseparecimentos.
O medo da atuação de um serial em Church e Wellesley cresceu em 29 de novembro, quando o corpo de Tess Richey foi encontrada por sua mãe em um beco quatro dias depois dela ter sido dada do como desaparecida. No dia seguinte, a polícia anunciou que o corpo de Alloura Wells, uma mulher transgênero sem-teto, havia sido descoberto em uma ravina de Rosedale em agosto. Por causa dos temores da comunidade, o chefe do TPS, Mark Saunders, realizou uma entrevista coletiva sem precedentes em 8 de dezembro sobre as três investigações separadas sobre as mortes de Richey e Wells e os desaparecimentos de Kinsman e Esen. Embora os casos tenham ocorrido nas proximidades, a polícia não acreditava que eles estivessem relacionados e Saunders disse que não havia evidências de que um assassino em série.
O Projeto Prisma foi supervisionado pelo sargento-detetive Michael Richmond e liderado pelo sargento-detetive Hank Idsinga, que havia trabalhado no esquadrão de homicídios por mais de treze anos e no Projeto Houston por seis meses.  A força-tarefa também incluiu um oficial da unidade de crimes sexuais e seis policiais da 51ª Divisão da Polícia, três dos quais eram membros do Projeto Houston.
O desaparecimento de Kinsman foi fundamental para a criação do projeto por causa de uma pista obtida no final de julho. Idsinga disse mais tarde que "uma prova crucial" foi recuperada porque o desaparecimento de Kinsman havia sido reportado em 72 horas, após o que a evidência poderia ter sido perdida. De acordo com as investigações, a polícia encontrou "Bruce" na agenda de Kinsman no dia 26 de junho⁠   - o mesmo dia em que Kinsman foi visto pela última vez. Também naquele dia, um vídeo de vigilância do lado de fora da residência de Kinsman mostrou ele se aproximando-se de um veículo vermelho, depois identificado como um Dodge Caravan 2004. Havia mais de 6.000 modelos semelhantes em Toronto, mas apenas cinco registrados no nome de algum Bruce e, desses, o único modelo 2004 pertencia a McArthur. No final de agosto os policiais ligaram o carro do vídeo com o veículo de McArthur, mas o suspeito não estava mais em sua residência.
Documentos divulgados por um juiz em meados de 2018 revelaram que em agosto e setembro de 2017 os investigadores tinha obtido ordens obrigando a divulgação de dados do Google, Rogers Wireless, Bell Canada, Telus, Royal Bank of Canada e Manulife e mandados de rastreamento para veículos e telefones. Em outubro, outras ordens foram concedidas para coletar informações do Yahoo!, Air Canada e Pink Triangle Press, uma editora LGBT. McArthur foi investigado e em outubro um relatório declarou " evidências circunstanciais " que sugeriam seu envolvimento no desaparecimento de cinco homens, incluindo Kinsman.
Em 3 de outubro policiais à paisana chegaram à Dom's Auto Parts em Courtice, Ontário, 70 quilômetros (43 milhas) a nordeste de Toronto. Eles estavam investigando o Dodge Caravan 2004, que o então proprietário Dominic Vetere confirmou ter comprado em 16 de setembro. A polícia o encontrou intacto e o rebocou para vistoria.
Outros documentos judiciais mostraram que, em novembro, cães farejadores foram levados para uma residência de Mallory Crescent no bairro de Leaside, em Toronto, onde Bruce guardava seu equipamento de trabalho na garagem em troca de serviços da paisagismo. Os cães, no entanto, não encontraram restos humanos. Uma câmera foi instalada para monitorar a garagem e a política também conseguiu uma cópia da chave do apartamento de Bruce e um mandado para buscas em seu celular, com isto construindo uma linha do tempo do dia em que Kinsman desapareceu.
Posteriormente as evidências de DNA encontradas na van de McArthur revelaram se tratar de sangue humano, o que permitiu que os investigadores obtivessem um mandado para revistar o apartamento de McArthur em 4 de dezembro.  A polícia então entrou secretamente na residência e clonou o disco rígido de seu computador.
Em uma coletiva de imprensa em 8 de dezembro, os investigadores disseram ter conversado com 62 pessoas, conseguido 28 autorizações judiciais e realizado 308 ações, das quais 225 estavam concluídas, mas informaram que não havia provas que ligassem os desaparecimentos.
A investigação recomeçou em meados de janeiro e no dia 17 de janeiro de 2018 Idsinga disse que duas evidências vieram à tona ligando diretamente McArthur aos desaparecimentos de Esen e de Kinsman. Ele detalhou que dados do computador de McArthu haviam revelado fotos post-mortem das vítimas.
A polícia recebeu um mandado para entrar em sua casa e Bruce foi colocado sob vigilância 24 horas por dia, com instruções de que ele deveria ser imediatamente preso se observado "sozinho com alguém".

## Prisão
Policiais que vigiavam McArthur decidiram prendê-lo logo depois que viram um jovem entrar em seu apartamento em Thorncliffe Park em 18 de janeiro de 2018, acreditando que a vida do homem estava em risco. Uma fonte disse à CTV News que os policiais encontraram o jovem preso em uma cama quando entraram no apartamento. O homem estava abalado, mas não ferido. Referido no tribunal como "John", o homem havia chegado ao Canadá vindo do Oriente Médio cinco anos antes, era casado e não havia contado à sua família que era gay. Ele havia conhecido McArthur através do aplicativo de namoro Growlr e disse que eles haviam se encontrado para fazer sexo várias vezes. Ele havia concordado em manter seu relacionamento com McArthur em segredo e se deixou algemar à estrutura de aço da cama, após o que Bruce colocou um saco preto em sua cabeça e tentava fechar sua boca com fita adesiva antes do policiais apareceram.
No local, a polícia apreendeu dispositivos eletrônicos, incluindo cinco telefones celulares, cinco computadores, três câmeras digitais e cerca de uma dúzia de unidades flash USB.  Após a prisão, Idsinga disse que a polícia acreditava que ele era o responsável pela morte de outros homens e estava preocupada em identificar essas vítimas.
Em 29 de janeiro, a polícia anunciou que havia encontrado os restos de esqueletos desmembrados de pelo menos três pessoas em duas das doze jardineiras apreendidas na residência de Leaside. Embora os restos mortais não tenham sido identificados até aquela data, a polícia reuniu evidências suficientes para acusar McArthur de três assassinatos em primeiro grau nas supostas mortes de Majeed Kayhan,  Soroush Mahmudi e Dean Lisowick.
O ex-detetive de homicídios Mark Mendelson disse que a investigação se tornaria "a maior que Toronto já realizou". O criminologista e professor da Western University Michael Arntfield disse que o suposto método de eliminação sugeria um assassino sofisticado que havia desenvolvido seu ofício e, como a maioria dos serial killers havia começado na casa dos 20 anos, com os crimes tendo começados várias décadas antes. O Jornalista criminal de Toronto James Dubro disse à epoca que as alegações sugerem que McArthur era o serial killer mais mortal de Toronto e o serial killer gay "mais prolífico" dp Canadá.
Em 8 de fevereiro de 2018, a polícia anunciou que havia encontrado os restos de mais três pessoas nos vasos dos jardins da residência de Leaside. Kinsman foi depois identificado por meio de impressões digitais.
A polícia também vistoriou o apartamento de McArthur, onde Idsinga suspeitava que alguns dos assassinatos haviam acontecido. As buscas foram concluídas em 11 de maio e constituíram a maior investigação forense conduzida pelo TPS.
Em 23 de fevereiro McArthur foi acusado de um sexto assassinato em primeiro grau, o de Skandaraj Navaratnam. Os restos mortais de Navaratnam e de Mahmudi foram identificados através de registros dentários entre os corpos encontrados na jardineiras.
Em 11 de abril, McArthur foi acusado de uma sétima morte, a de Abdulbasir Faizi. Neste momento, ele era acusado das mortes de todos os cinco homens das investigações do Projeto Houston e do Projeto Prisma. A acusação veio quando os restos mortais de Faizi foram identificados nos vasos de Leaside, junto com os de Esen e Lisowick.
Em 16 de abril, ele foi também acusado de uma oitava morte, a de Kirushna Kumar Kanagaratnam, cujos restos também estavam nos vasos dos jardins da residência em Leaside.  

### Modus operandi
Bruce matava as vítimas e depois desmembrava os corpos e os enterrava em vasos grandes que guardava numa residência em Leadside. Ele também havia guardado troféus, como fotos dos corpos em casacos de pele e até joias.
Ele teria usado a droga GHB com ao menos alguns dos homens.
"Muitos dos homens assassinados por McArthur nem sempre podiam ser honestos sobre com quem estavam tendo relações sexuais por causa de coisas como sua formação religiosa", escreveu a BBC em 2022.

## Pena
Foi condenado à prisão perpétua em 8 de fevereiro de 2019, quando tinha 67 anos de idade.

## Na cultura popular
Em novembro de 2022, a BBC lançou a série Santa Claus: The Serial Killer